# عبد الرحمن شلقم
عبد الرحمن محمد شلقم (22 يناير 1949-) سياسي ليبي، شغل منصب وزير خارجية ليبيا من عام 2000 إلى عام 2009. في 4 مارس 2009 عُين موسى محمد كوسا كوزير للخارجية بدلا من شلقم الذي عين ممثلاً لليبيا في مجلس الأمن التابع للأمم المتحدة، حيث كان لليبيا مقعد غير دائم حتى 31 ديسمبر 2009. لا يزال سفيراً لليبيا لدى الأمم المتحدة اعتباراً من أوائل عام 2011.

## حياته
ولد عبد الرحمن شلقم العام 1949 في منطقة الغريفة (أوباري) تخرج من جامعة القاهرة قسم صحافة العام 1972، ويتحدث الإنجليزية، الإيطالية والفرنسية. لديه اهتمامات أدبية وهو عضو في لجنة الإبداع الثقافي، ولديه إنتاجات شعرية ترجم بعضها للإنكليزية والإيطالية، وهو متزوج ولديه ثلاثة أبناء.

## الحرب الأهلية الليبية
بعد اندلاع الحرب الأهلية الليبية في فبراير 2011، انحاز شلقم في البداية إلى معمر القذافي الذي كان صديقه لسنوات عديدة. استمر في الوقوف إلى جانب القذافي حتى 22 فبراير. في ذلك اليوم أكد شلقم أن المدنيين لم يكونوا هدفا للقصف (خلافا للتقارير الأولية) لكنه طالب بوقف العنف. وقال شلقم في مؤتمر صحفي عقد في ذلك اليوم: "إذا قتل ليبي واحد - ليس عشرة أو 20 ولكن واحد- فهذه جريمة".
لكن في 25 فبراير، شجب شلقم القذافي في خطاب مؤثر أمام مجلس الأمن التابع للأمم المتحدة. كان معظم الوفد الليبي للأمم المتحدة قد تخلى عن القذافي قبل أربعة أيام من الخطاب. في البداية "لم يصدق" شلقم أن القذافي كان يطلق النار على شعبه لكنه لم يعد قادراً على دعم حكومته بعد أن دعا القذافي علناً إلى قمع الاحتجاجات بالقوة. وكنتيجة للضغوط أصدر مجلس الأمن القرار 1970 الذي فرض عقوبات قاسية على ليبيا وأحال الوضع إلى المحكمة الجنائية الدولية. أشاد شلقم بالقرار قائلا إنه "سيساعد على إنهاء هذا النظام الفاشي الذي لا يزال قائما في طرابلس".

## وظائف عمل بها
عمل محررا صحفيا بصحيفة الفجر الجديد وتولى رئاسة تحرير الصحيفة بين عامي 1975 و 1977.
- مديراً عاما لوكالة الجماهيرية للأنباء (1979-1981)
- أمين اللجنة الشعبية العامة للإعلام (1981-1983)
- أمين المكتب الشعبي الليبي في إيطاليا (1984-1995)
- أمين الشؤون الخارجية بأمانة مؤتمر الشعب العام (1998-2000)
- أمين اللجنة الشعبية العامة للاتصال الخارجي والتعاون الدولي (2000-2009) كما رأس الأكاديمية الليبية في إيطاليا.

## مؤلفاته
- أفريقيا القادمة: دراسة في الفن والأدب والتاريخ الأفريقي، منشورات المنشأة العامة للنشر والتوزيع والإعلان، 1982.
- أشخاص حول القذافي، دار الفرجاني للنشر والتوزيع والإعلان ودار مدارك للنشر، 2012.